# 簡易卡
簡易卡（英語：EASY Card）是美國佛羅里達州邁阿密-戴德運輸及南佛羅里達地區交通局在南佛羅里達都會區發行的非接觸式智能卡，可作為多項公共交通系統的電子支付使用，包括邁阿密地鐵、三縣鐵路及巴士。位於同一地區內的其他公共交通機構亦有可能加入，包括布勞沃德縣運輸與棕梠交通。
邁阿密-戴德系統和SFRTA收費系統由立方交通系統提供及安裝，是美國首個根據美國公共交通協會非接觸式收費媒介標準運作的多機構地區系統。